# Vlag van Milaan

Vlag van Milaan

De vlag van Milaan bestaat uit een wit veld, met een oversnijdend rood kruis. De vlag lijkt op het kruis van Sint-Joris, maar symboliseert de band tussen Ambrosius van Milaan en de Italiaanse stad Milaan.

## Geschiedenis
De associatie tussen het rode kruis op een wit veld en de stad Milaan gaat terug tot de 4e eeuw. Ambrosius van Milaan was tussen 374 en 397 aartsbisschop van Milaan en door zijn invloed werd zijn symbool, het rode kruis op een wit veld, geassocieerd met het aartsbisdom Milaan.
In 1176 stond de Lombardische Liga in de Slag bij Legnano tegenover de troepen van het Heilige Roomse Rijk, onder leiding van Frederik Barbarossa. Toen ze hoorden over de komst van het Heilige Roomse leger, bouwden de Lombardische infanterie een carroccio, een heilige oorlogswagen met een vexillum, om mee ten strijde te trekken. De infanterie bracht het symbool van het aartsbisdom Milaan, Aribert, aan op de wagen en toonde het tijdens de strijd. De connotaties tussen de zegevierende strijd en de vlag leidden tot een grotere associatie tussen de stad en het symbool. Tussen 1395 en 1447 gebruikte het hertogdom Milaan het wapen van het heersende Huis Visconti, de biscione, een grote slang die een Saracenen verslindt. Deze standaard verving het Kruis van Sint Ambrosius in Milaan. In 1397 kreeg de hertog van Milaan, Gian Galeazzo Visconti, het gebruik van de keizerlijke adelaar van keizer Wenceslaus. De vlag van het hertogdom Milaan werd toen het wapen van het Huis Visconti gekwartierd met de keizerlijke adelaar van het Heilige Roomse Rijk.
Het rood en wit van de vlag van Milaan heeft waarschijnlijk bijgedragen aan de groen-wit-rode uniformen van de Militie van Milaan die tegen Napoleon Bonaparte hadden gevochten tijdens de invasie van Italië door de Eerste Franse Republiek. De kleuren werden vervolgens door Napoleon gekozen voor de vlag van de Cisalpijnse Republiek in 1797. Deze vlag zou later de inspiratiebron vormen voor de huidige Italiaanse driekleur.

## Modern gebruik
De vlag van Milaan staat op het logo van AC Milan.
Pro-Lombardijse onafhankelijkheidspartijen, Lega Lombarda en Pro Lombardia Indipendenza, gebruiken beide de vlag als symbool voor hun bewegingen.
Het logo van de autofabrikant Alfa Romeo, oorspronkelijk gevestigd in Milaan, bevat het kruis van de vlag.

## Galerij

Historische vlaggen
Eerste vlag van Milaan waarvan een gedocumenteerd spoor bestaat (1171)
Staatsvlag (Vexillum publicum) van de stad Milaan uit de 12e eeuw
De vlag van de heerlijkheid Milaan (1329–1395)
De vlag van het hertogdom Milaan (1395–1447, 1450–1499 en 1526–1796)
De vlag van Frans Milaan (1499–1526)
Staatsvlag (Vexillum publicum) van de Ambrosiaanse Republiek (1447–1450)
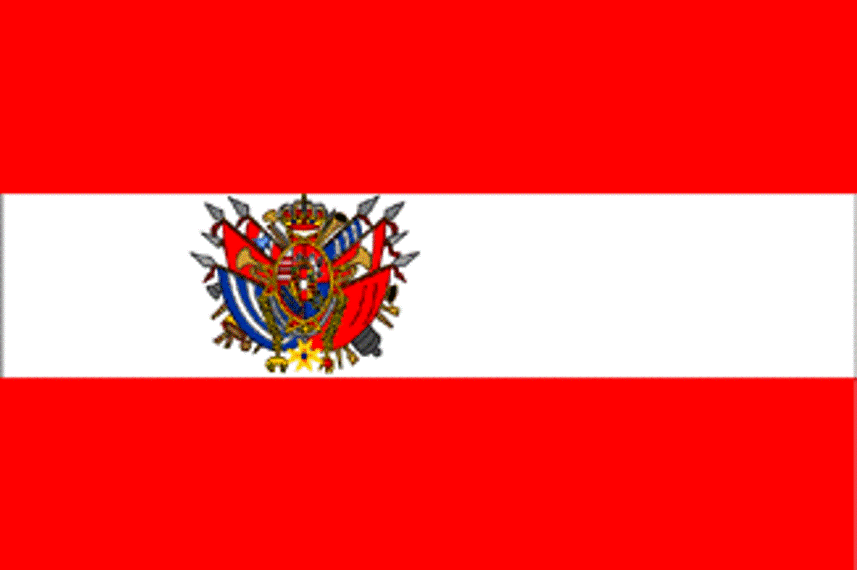
De vlag van Oostenrijkse Habsburgers in Milaan (1714–1796)

Verwante afbeeldingen
Wapen van Milaan
Logo van AC Milan
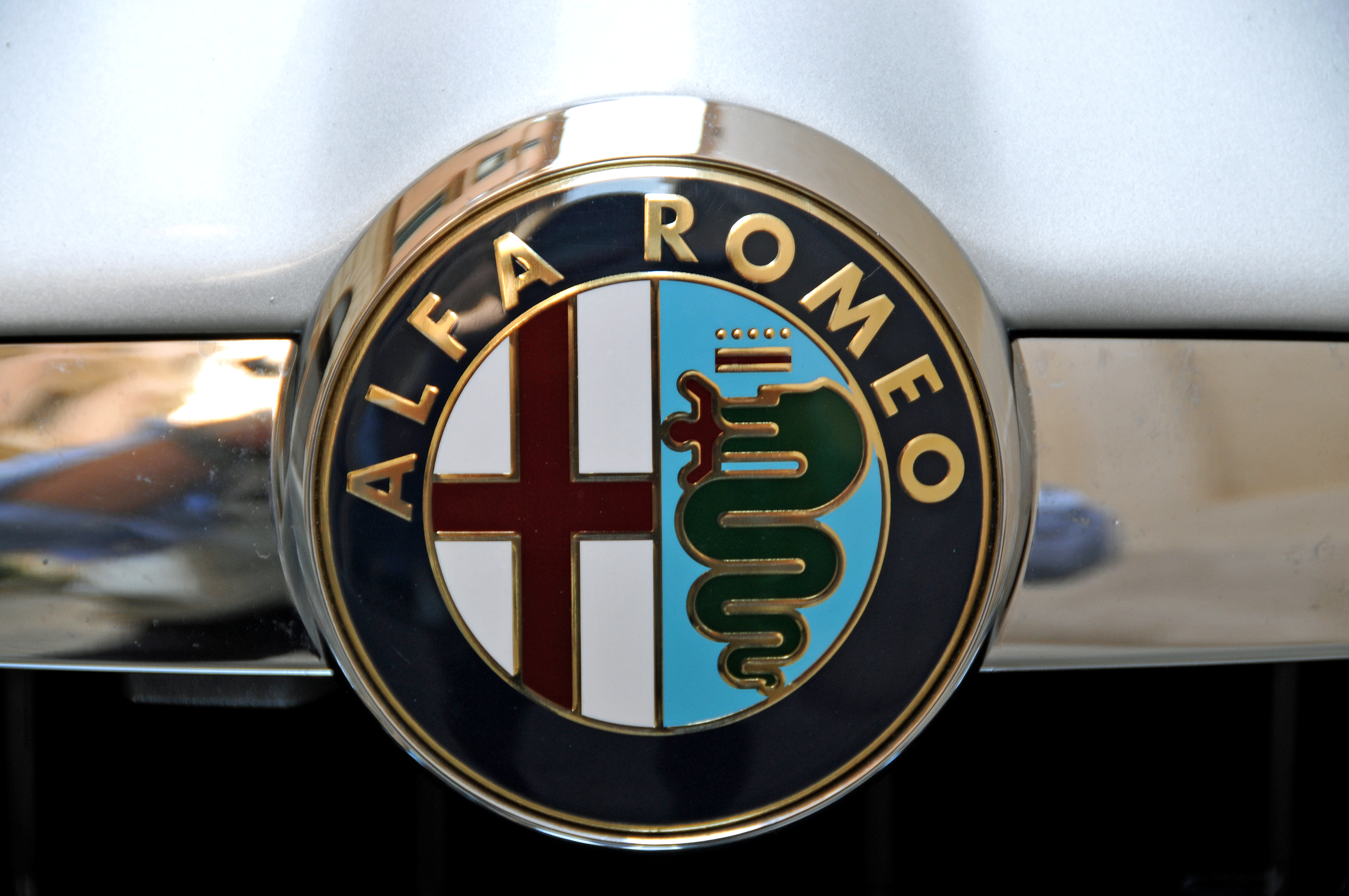
Logo van Alfa Romeo
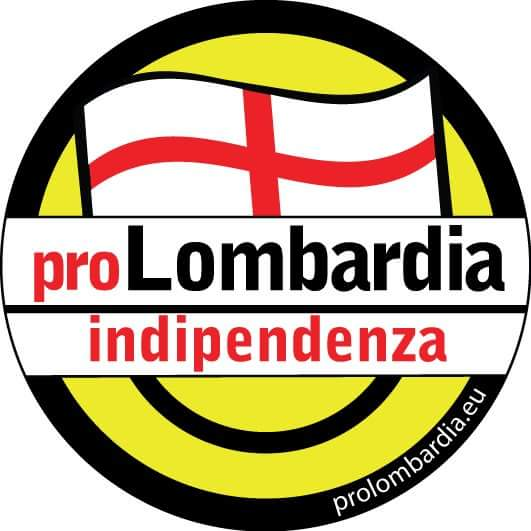
Logo van Pro Lombardia Indipendenza
Vlag van Engeland
Vlag van de metropolitane stad Milaan